# Deutschlandhaus (Essen)
Das Deutschlandhaus ist heute ein Büro- und Geschäftshaus in der Essener Innenstadt an der Lindenallee. Es wurde in den Jahren 1928 und 1929 als technisches Rathaus erbaut und gilt als erstes Hochhaus der Stadt. Seit 1988 steht es unter Denkmalschutz.

## Geschichte
Im 18. Jahrhundert noch ein bevorzugtes Wohngebiet der wohlhabenden Bürger, entwickelte sich der Bereich zwischen Trentelgasse, Kapuzinergasse, Hirschlandplatz und Lindenallee im Zuge der kommunalen Neugliederung schnell zu einem modernen Innenstadtkern, der sich vor allem als Bankenviertel hervortat.
Auf dem Grundstück des Krupp-Direktors Richard Förster sollte nach dem Willen der Stadtväter ein technisches Rathaus entstehen. Der Kölner Architekt und Immobilien-Unternehmer Jacob Koerfer erhielt dieses Grundstück durch Erbbaurecht von der Stadt Essen und errichtete dort das Deutschlandhaus.
Im Juni 1928 waren die Ausschachtungsarbeiten im Gange. Im September 1928 stand der Rohbau der ersten drei Etagen, Ende Oktober 1928 der der ersten fünf Etagen. Ab 1. Juni 1929 konnte die Stadt Essen ihr neues technisches Rathaus beziehen. Es zogen in diesem Monat das Grundstücksamt, das Stadtausschussbüro, das Berufsschulamt, das Statistische Amt, das Baupolizeiamt, das Gartenamt, das Vermessungsamt, das Verkehrs- und Presseamt, das Schulamt, die Tiefbauabteilung I., die Polizeiinspektion I. und III., das Stadtamt für Leibesübungen, das Stadtsiedlungsamt und das Wohnungsbauamt in die Etagen 2 bis 5 ein. Zuvor waren diese Ämter im Stadtgebiet in unterschiedlichen Gebäuden verteilt. Die oberen Geschosse wurden an die Gagfah, die Aktiengesellschaft für Angestelltenheimstätten und die Essener Konzertdirektionen vermietet. Das erste Obergeschoss wurde an unterschiedliche Firmen vermietet und das Erdgeschoss erhielt Ladenlokale.
Seither hat sich die Nutzung unwesentlich verändert und noch heute beherbergt dieses Gebäude (zwischenzeitlich mit modernisierter Außenfassade) die Stadt Essen als Mieter.
Das Gebäude wurde 1990 durch den Einbau einer Einkaufspassage, der Lindengalerie, und ein unmittelbar angrenzendes Parkhaus erweitert.

## Gebäude
Nach Baubeginn am 1. Juni 1928 wurde das zehngeschossige Deutschlandhaus mit 37,4 Metern Höhe rund ein Jahr später fertiggestellt. Es steht auf einem Grundstück von 4.214 Quadratmetern Größe und umfasst etwa 96.700 Kubikmeter umbauten Raum und bietet rund 22.000 Quadratmeter Nutzfläche. Die Gebäudefront am Bankplatz (heute Hans-Toussaint-Platz) ist etwa 30 Meter breit. Die 22 Meter hohen Gebäudeflügel an der Lindenallee und am III. Hagen sind je 90 Meter lang und reichen bis zur Trentelgasse. Zwischen den Längsgebäuden liegt ein Lichthof von 16 Metern Länge und 15 Metern Breite.
Das Parkhaus an der Nordseite des Deutschlandhauses verfügt über 1.931 Quadratmeter mit 16.183 Kubikmeter umbautem Raum. Es wurde von dem Essener Büro Genheimer & Partner entworfen und 1989–1990 errichtet.
1988 wurde das Deutschlandhaus in die Denkmalliste der Stadt Essen eingetragen.  Dieses Gebäude und die ehemalige Krupp-Hauptverwaltung sind die einzigen auf dem Gebiet der Stadt Essen, die einen in Betrieb befindlichen Paternosteraufzug besitzen. Er führt im Deutschlandhaus bis zur 5. Etage. Am 1. Oktober 1990 wurde die Erweiterung der Einkaufspassage fertiggestellt. Das gesamte Erdgeschoss beherbergt Ladenlokale. 

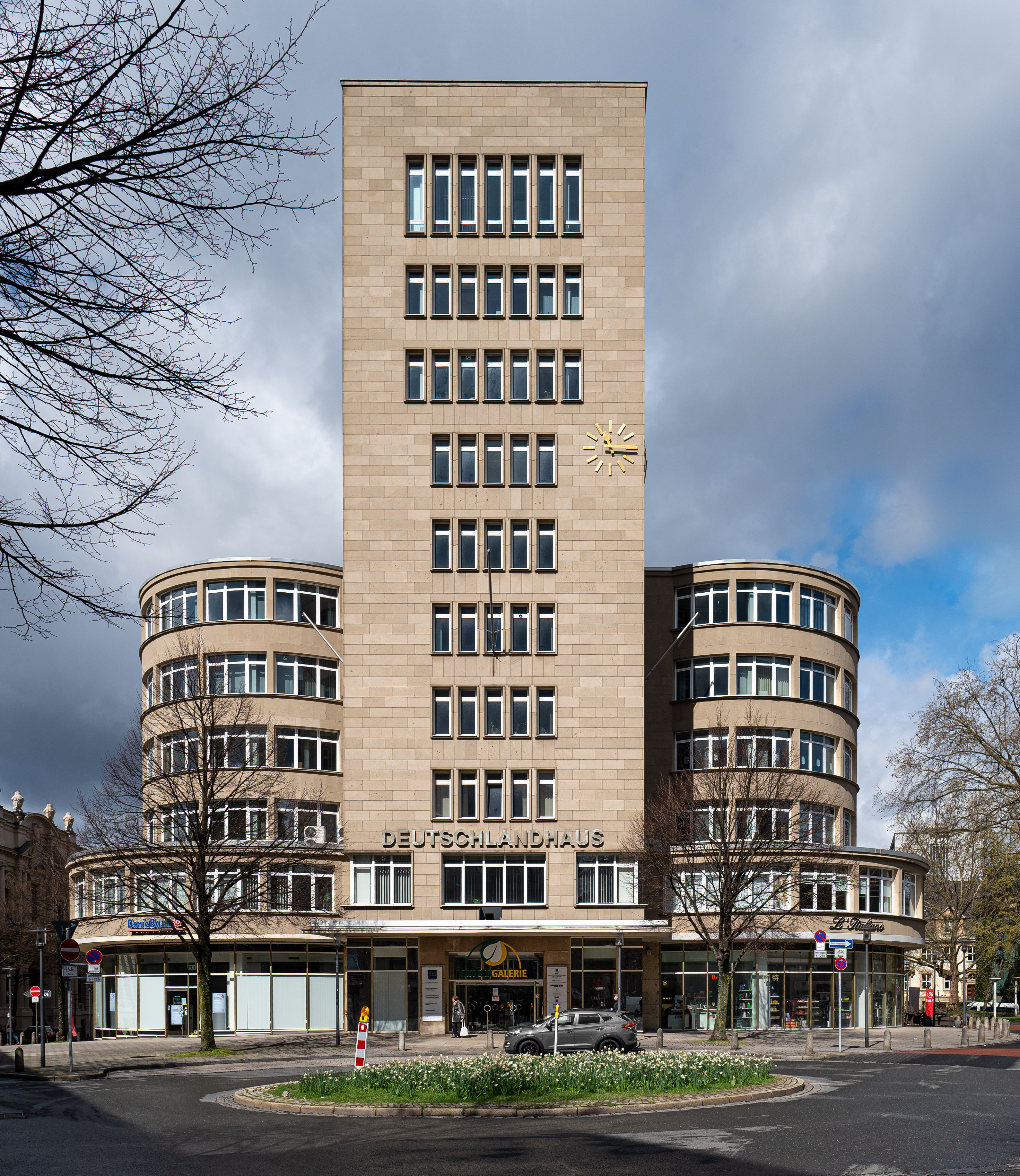
Haupteingangsbereich
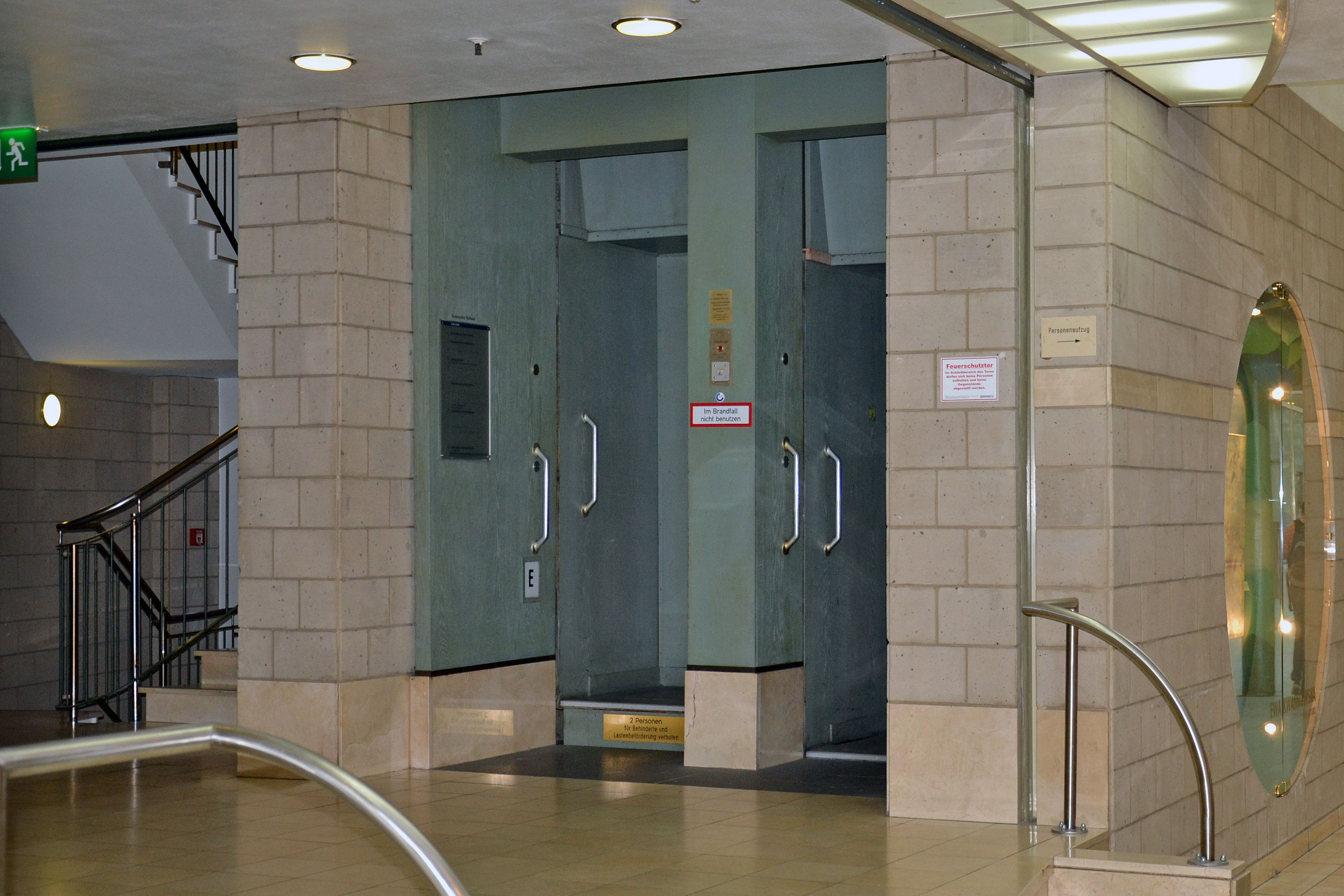
Paternoster
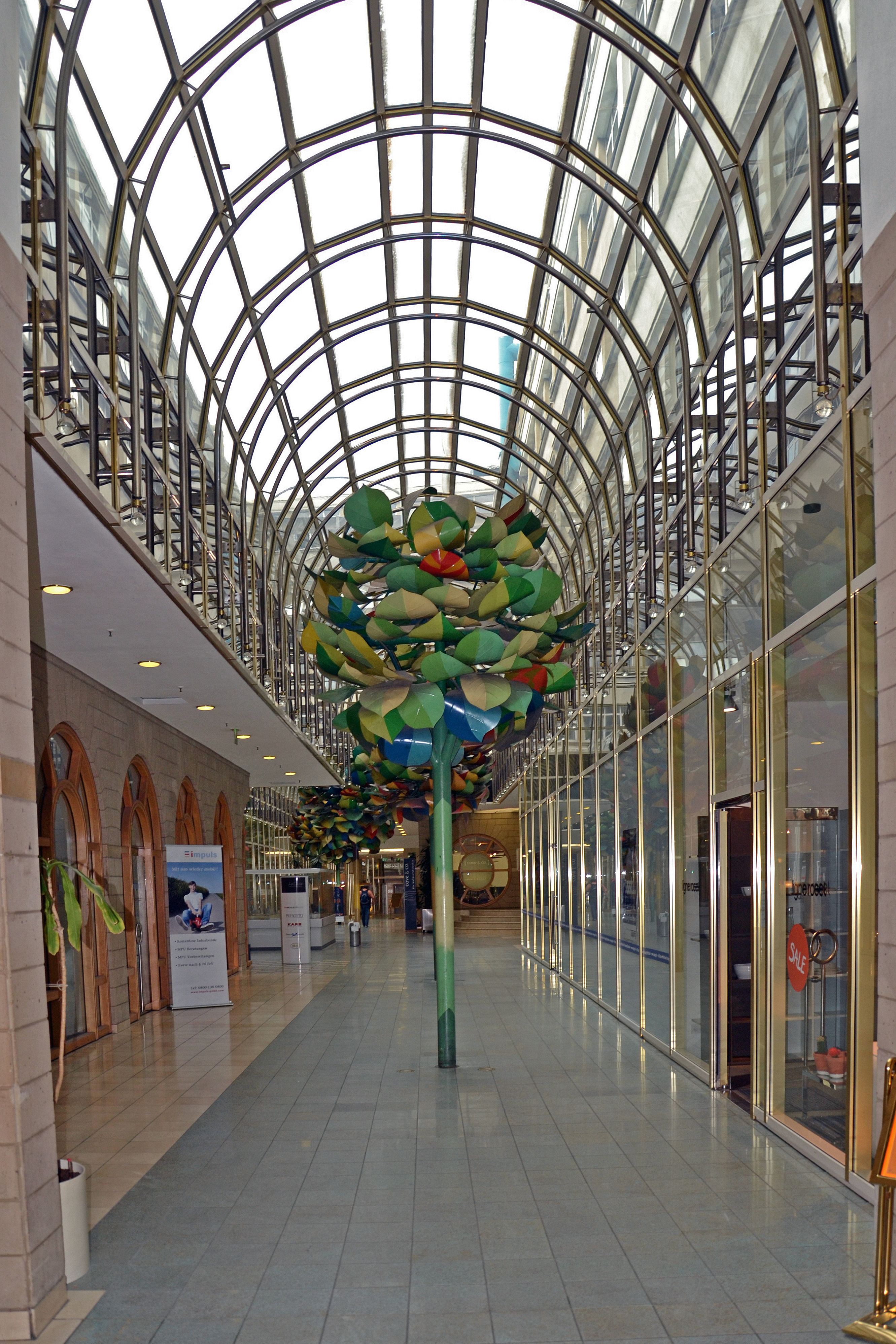
Einkaufspassage Lindengalerie
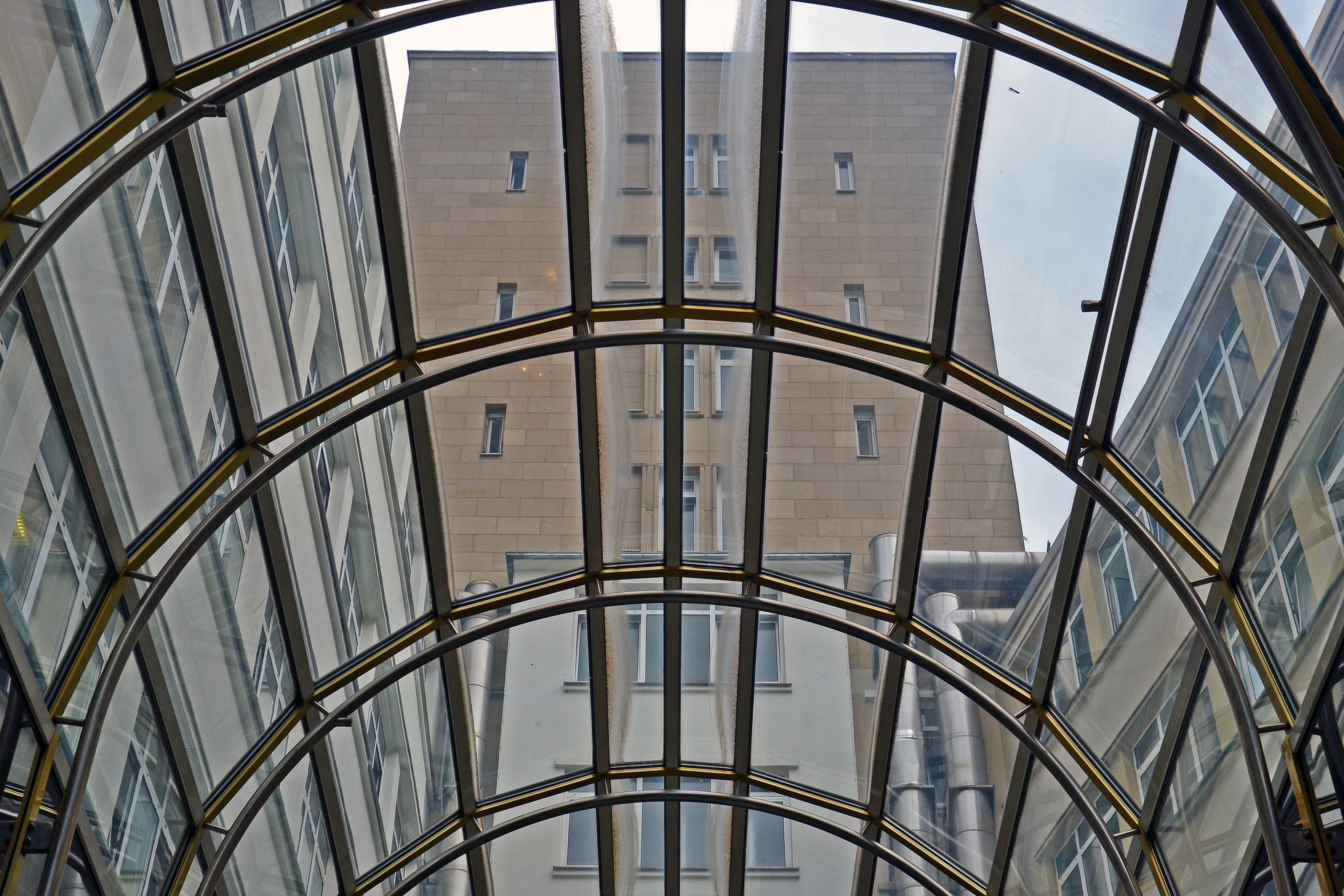
Blick aus der Einkaufspassage Lindengalerie